# Pounamu

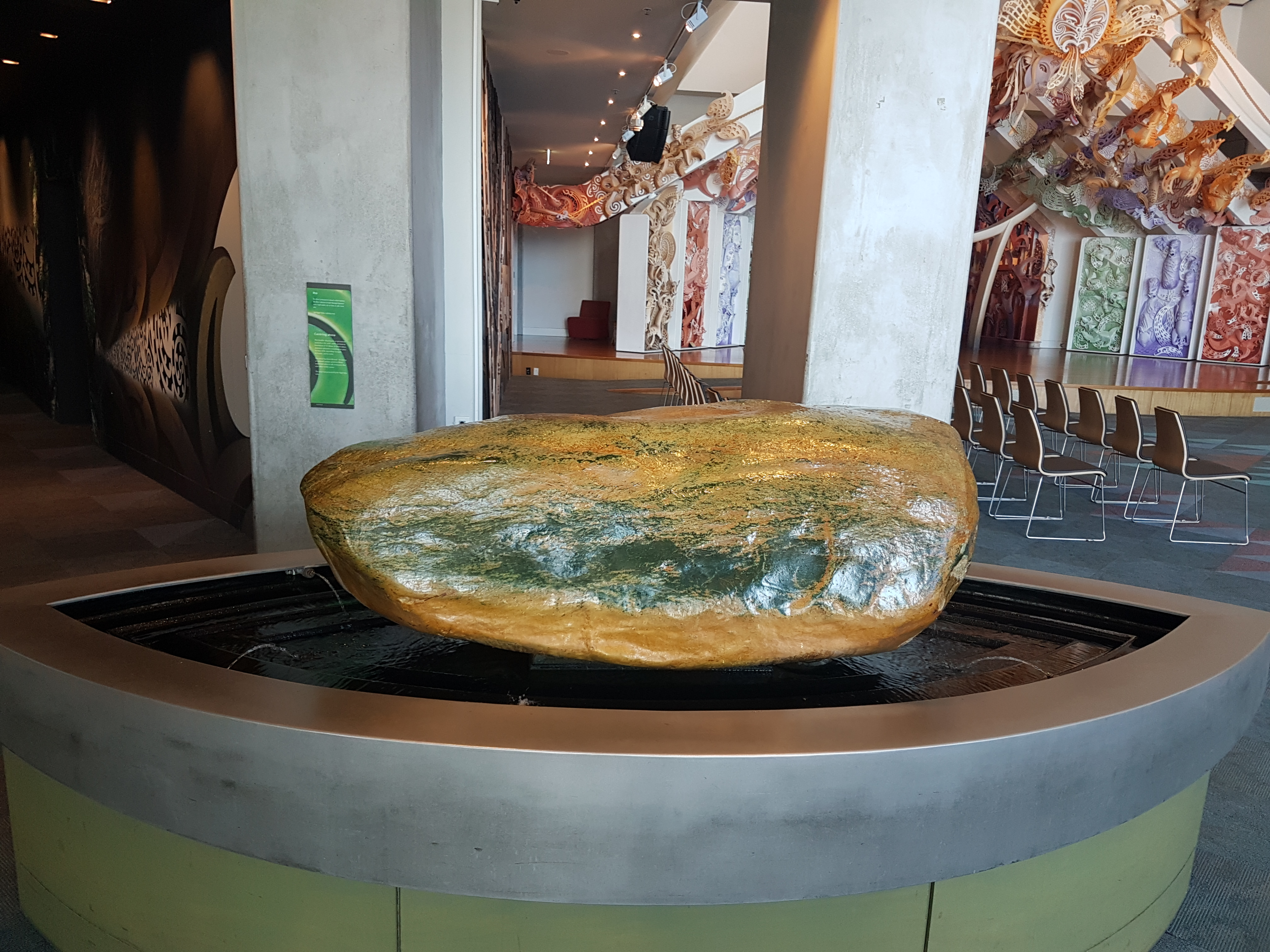
Pounamu steen in het Te Papa Tongarewa museum in Nieuw-Zeeland

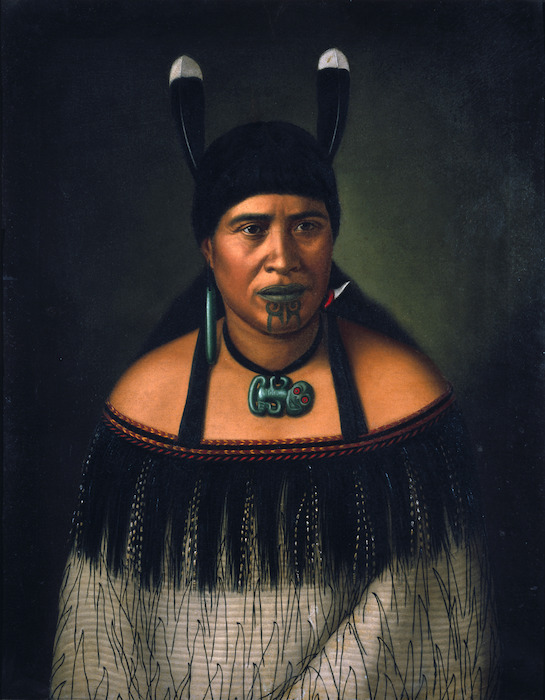
Hinepare, lid van de Ngāti Kahungunu stam, met een hei-tiki

Pounamu is de verzamelterm van het Maori-volk voor verschillende soorten harde, duurzame nefriet-jade en antigoriet gesteenten die in Nieuw-Zeeland voorkomen. In het Nieuw-Zeelandse Engels wordt Pounamu ook gebruikt als synoniem voor "Greenstone".
De belangrijkste ondersoorten zijn kawakawa, kahurangi, īnanga en tangiwai . De eerste drie zijn gemaakt van nefrietjade, en tangiwai is een vorm van antigoriet. Tegenwoordig verwijst pounamu bijna uitsluitend naar nefrietjade.
Pounamu wordt in de rivieren aangetroffen als onopvallende stenen die moeilijk te identificeren zijn zonder ze open te snijden.

## Betekenis voor de Māori
Pounamu speelt een belangrijke rol in de Māoricultuur. Het wordt beschouwd als een taonga (schat). Het wordt traditioneel gebruikt om gereedschappen, sieraden en wapens te maken. Er werden vooral adzes, mere (korte knuppels) en hei-tiki (nekhangers) geproduceerd. Men geloofde dat deze hun eigen mana (kracht) hadden, en ze werden doorgegeven als waardevolle erfstukken. Ook werden ze vaak gebruikt als geschenk om belangrijke overeenkomsten te bezegelen.
Pounamu wordt alleen gevonden op het Zuidereiland van Nieuw-Zeeland, bij Māori bekend als Te Wai Pounamu ("het pounamu-water") of Te Wahi Pounamu ("plaats van pounamu"). In 1997 gaf de Britse Kroon het eigendom van alle aan de oppervlakte gevonden pounamu terug aan de Ngāi Tahu-stam als onderdeel van de compensatie die werd geboden als gevolg van het Verdrag van Waitangi.

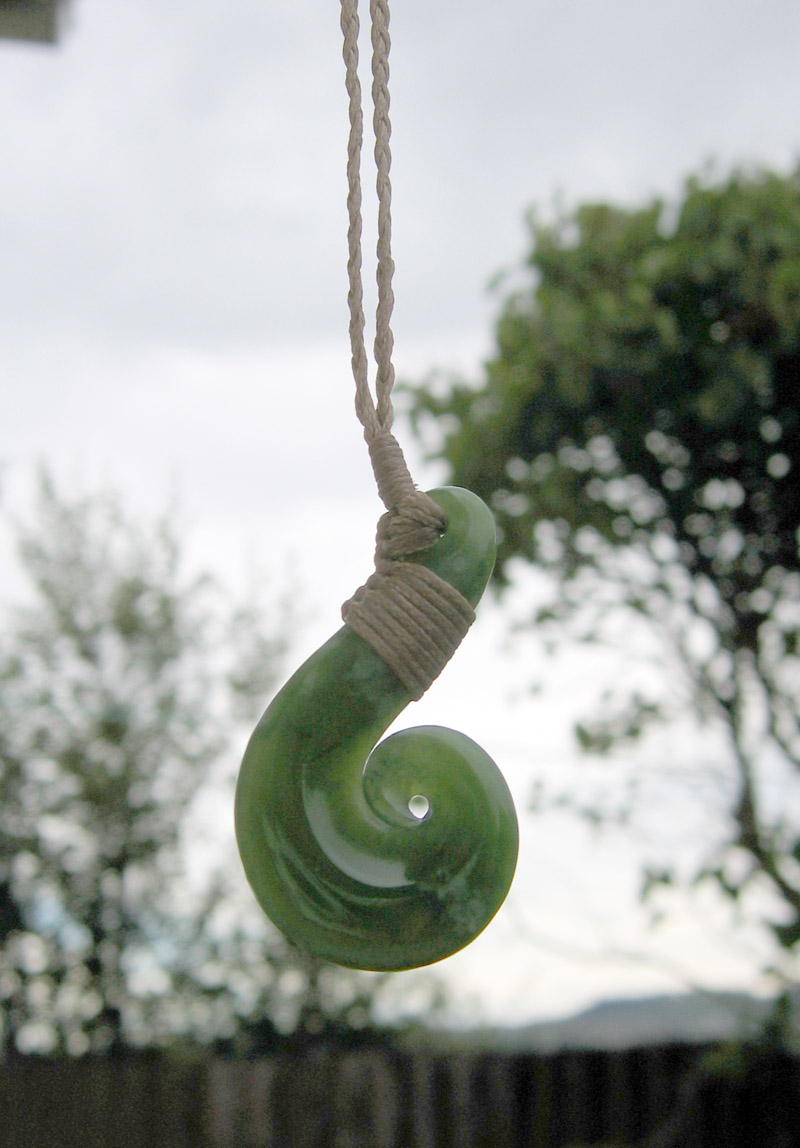
Een koru-hanger van pounamu

Pounamu-sieraden zijn populair onder Nieuw-Zeelanders en worden vaak gebruikt als cadeau voor bezoekers. De sieraden die gewoonlijk in souvenirwinkels worden verkocht, zijn echter vaak gemaakt van goedkopere Aziatische jade.

## Inline referenties
1. ↑  (en) Pounamu – jade or greenstone; Pounamu – several names. Gearchiveerd op 1 november 2024. Geraadpleegd op 28 september 2024.
2. ↑  (en) Pounamu – jade or greenstone; Implements and adornment. Geraadpleegd op 28 september 2024.
3. ↑  (en) Te Rūnanga o Ngāi Tahu, Pounamu Management Plan. Gearchiveerd op 7-2-2013. Geraadpleegd op 02-02-2020.
4. ↑  (en) Te Ara – The Encyclopedia of New Zealand. Gearchiveerd op 5 augustus 2024. Geraadpleegd op 28 september 2024.

Dit artikel of een eerdere versie ervan is een (gedeeltelijke) vertaling van het artikel Pounamu op de Duitstalige Wikipedia, dat onder de licentie Creative Commons Naamsvermelding/Gelijk delen valt. Zie de bewerkingsgeschiedenis aldaar.